# Hemistola dijuncta
Hemistola dijuncta es una especie de polillas perteneciente a la familia Geometridae, descrita por primera vez por el lepidopterólogo inglés Francis Walker en 1861.

## Descripción
La especie está estrechamente emparentada con H. veneta, quizás de un verde azulado más claro, con el ala posterior más redondeada apicalmente y con la línea posmediana más proximal. El ala posterior cuenta con la primera línea media separada, disyunta, y de ahí su nombre.

## Distribución
Se ha registrado en Shanghái, Yokohama, Nikko y otras prefecturas de Japón. Se encuentra en vuelo de mayo a agosto. \